# جريث ويزر
جريث ويزر (بالألمانية: Grethe Weiser )‏ (و. 1903 – 1970 م) هي مغنية، وممثلة أفلام، وممثلة مسرحية ألمانية، ولدت في هانوفر، توفيت في باد تولتس، عن عمر يناهز 67 عاماً، بسبب حادث مرور.

## جوائز
حصلت على جوائز منها:
- صليب وسام الاستحقاق من جمهورية ألمانيا الاتحادية.

## وصلات خارجية
- جريث ويزر على موقع IMDb (الإنجليزية)
- جريث ويزر على موقع مونزينجر (الألمانية)
- جريث ويزر على موقع ألو سيني (الفرنسية)
- جريث ويزر على موقع ميوزك برينز (الإنجليزية)
- جريث ويزر على موقع أول موفي (الإنجليزية)
- جريث ويزر على موقع قاعدة بيانات الأفلام السويدية (السويدية)
- جريث ويزر على موقع ديسكوغز (الإنجليزية)
- جريث ويزر على موقع قاعدة بيانات الفيلم (الإنجليزية)
- جريث ويزر على موقع كينوبويسك (الروسية)